# مرگ استاد مراسم چای
مرگ استاد مراسم چای (ژاپنی: 千利休 本覺坊遺文) فیلمی در ژانر درام است که در سال ۱۹۸۹ اکران شد. از بازیگران آن می‌توان به توشیرو میفونه، ایجی اوکودا، یوروزویا کینوسوکه و گو کاتو اشاره کرد.